# 克萊蒙特港 (密西西比州)
克萊蒙特港（英語：Clemont Harbor）是位於美國密西西比州漢考克縣的非建制地區。

## 歷史
克萊蒙特港的郵局於1913年設立，其後於1989年停運。

## 地理
克萊蒙特港所處的海拔為高於海平面3米（即10英呎），而該地所採用的時區為UTC-6，即北美中部時區（CST）。同時該地設有夏令時間，為UTC-6調快一小時，即UTC-5（CDT）。